# Mágneses momentum
Egy mágnes mágneses momentuma az a jellemző, mely arányos az erővel, amellyel hatást gyakorol az áramra, és arányos a nyomatékkal, amivel a mágneses mező hat rá. Egy áramhuroknak, egy rúdmágnesnek, egy elektronnak, egy neutronnak, egy molekulának és magának a Földnek is van mágneses momentuma.
Mind a mágneses momentum, mind a mágneses mező vektornak tekinthető, amelynek van nagysága és iránya.
Egy mágnes mágneses momentuma a mágnes déli sarkától az északi sarka felé mutat. A mágnes által létrehozott mező arányos a saját mágneses momentumával is. Pontosabban, a mágneses momentum kifejezés egy rendszer mágneses dipólus momentumára utal, amely egy általános mágneses mező multipólusú kiterjesztésének első tagja. Egy objektum mágneses mezőjének dipól komponense szimmetrikus az ő mágneses dipól momentumára és inverz köbös mértékben csökken a távolsággal.

## A mágneses momentum két meghatározása
Szakkönyvekben és tankönyvekben két komplementer megközelítés található a mágneses momentum meghatározására. 1930 előtti könyvben a definícióra mágneses pólusokat használtak.  A legújabb kiadásokban árammal kapcsolatosak a definíciók.

### A mágneses pólus meghatározás

Elektrosztatikai analógia a mágneses momentumra: két ellenkező töltést véges tér választ el egymástól

A mágneses momentum elektrosztatikus analógiája: két ellentétes töltés egymástól véges távolságban.
Az elektrosztatikával analóg módon a mágneses momentum forrását itt is pólusok alkotják.
Tekintsünk egy rúdmágnest, amelynek két ellentétes mágneses pólusa van egyenlő nagyságrendben. Mindegyik pólus a mágneses erő forrása, amely a távolsággal gyengül. Mivel a mágneses pólusok mindig párban vannak, ezért kiegyenlítik egymást. Ez a kiegyenlítő erő annál nagyobb, minél közelebb vannak a pólusok egymáshoz, azaz, minél rövidebb a rúd.
A mágnesrúd által keltett mágneses erő a tér egy pontján két tényezőtől függ: a pólusai erejétől (p) és az őket elkülönítő vektortól (I). 
Így a mágneses momentum:
M* = p I
Az elektromos dipóllal történő analógiával nem lehet messzire eljutni, ugyanis  a mágneses dipólusoknak van impulzusnyomatékuk, mint azt az Einstein–de Haas-hatás, vagy  a Barnett-hatás igazolta. Ezért nem úgy viselkednek, mint ideális mágneses dipólusok. Mindazonáltal a mágneses pólusok igen hasznosak ferromágnesek magnetosztatikus számításainál.

### Az áramhurok meghatározás

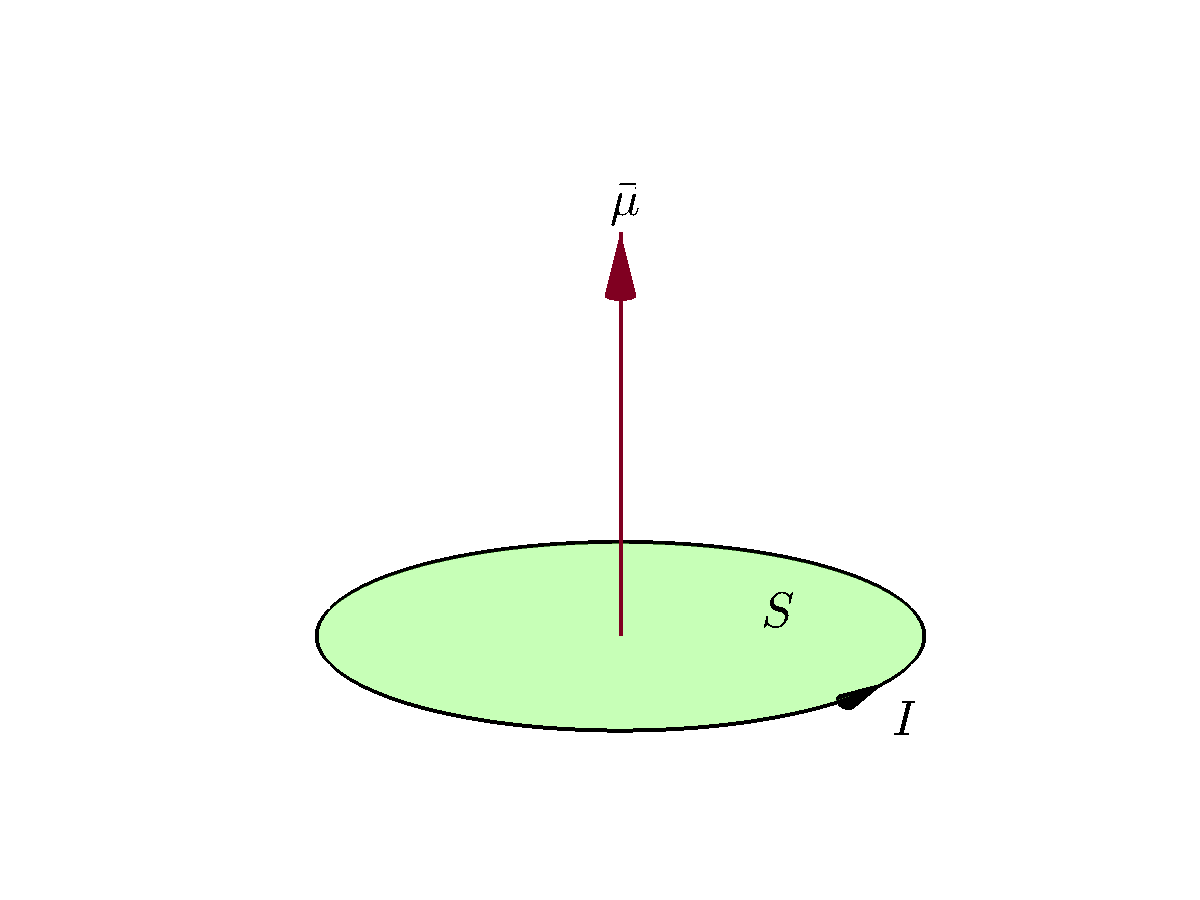
µ momentum egy planáris áramhuroknál

Az  M*  momentum egy planáris áramhuroknál (S/x, y, z/) I áram mellett.
M*= I S
M* a momentum vektor.
A vektor iránya a jobbcsavar szabály szerint számolható 

## Egységek
A mágneses momentum egysége nem alapegység az SI-rendszerben és több módon is kifejezhető. Például az áramhurok definíciója esetében az S terület négyzetméterben mérhető, az áram amperben, így a momentum = A m².
A momentum forgatónyomatékánál a forgatónyomatékot joule-ban mérik, a mágneses teret teslában. Így a mágneses momentum joule/tesla. A két ábrázolás ekvivalens:
1 A m² = 1 J/T
A CGS-rendszerben több különböző elektromágneses egység létezik, melyek közül a legtöbbet használatosak az ESU, gaussi egység és az EMU. Ezek között van két alternatív (nem ekvivalens) egység A CGS-ben a dipólus momentumra:
(ESU CGS) 1 statA·cm² = 3,33564095·10−14 (m²·A vagy J/T)
és (amelyet gyakrabban alkalmaznak):
(EMU CGS és Gaussian-CGS) 1 erg/G = 1 abA·cm² = 10−3 (m²·A vagy J/T).
Az arány ezen két, nem ekvivalens CGS-egység (EMU/ESU) között pontosan a fénysebesség, cm/s-ben kifejezve.
Ebben a szócikkben szereplő képletek mind SI-egységben vannak kifejezve, más egységeket használó rendszereknél átszámítás szükséges. Például SI-ben az áramhurok esetében a momentum: I x A, de gaussi egységben a mágneses momentum:  I x A/c , ahol c = a fénysebesség.

## Külső mágneses tér hatása a mágneses momentumra

### Erőhatás a momentumra
A mágneses momentumnak egy külső mágneses térben potenciális energiája van:
U = µ · B
ahol B a mágneses indukció.
Ha a külső mágneses mező non-uniform, akkor lesz egy erő, amely arányos a  mágneses tér gradiensével és így saját magára lesz hatással. Két kifejezés van az erőszámításra, attól függően, hogy melyik modellt használjuk.  Az áramhurok esetén:
{\displaystyle F_{l}=\nabla \ (m\,.\,B)}
Egy pár monopólus esetében (elektromos dipól modell):
{\displaystyle F_{d}=(m\,\cdot \nabla )\,B}
A másik esetben:
{\displaystyle F_{l}=F_{d}+m~x~(\nabla \,x\,B)}
Mindegyik kifejezésben m  a dipólus, a B a mágneses indukció.
Amikor nincs áram vagy idővel változó elektromos tér, akkor a zárójelben lévő kifejezés értéke = zérus, és ekkor a két kifejezés egyenlő.
Külső mágneses tér hatása elektronokra, atommagokra  és atomokra:
Larmor-precessziónak nevezik az elektronok, atommagok és atomok mágneses momentumának precesszióját (egy forgó tárgy forgástengelyének megváltozását) külső mágneses térben.

### Forgatónyomaték hatása a momentumra
Az M* mágneses momentumot vektorként definiálhatjuk, amikor egy külső mágneses mező hat.
Az összefüggés a következő:
Mf  = M*  x  H
ahol Mf  a forgatónyomaték, H a mágneses térerősség.

## Példák a molekuláris mágnesességre
•	Oxigén molekula (O2): erős paramágneses hatást fejt ki  a külső két elektronja páratlan spinje miatt
•	Széndioxid (CO2): többnyire diamágneses hatást fejt ki, az elektronpálya  gyengébb mágneses momentummal rendelkezik, amely arányos a külső mágneses térrel.
•	Hidrogén (H2): gyenge vagy zérus mágneses térben nukleáris mágnesességet mutat, és lehet para- vagy orto magspin konfiguráció.

## Elemi részecskék
A magfizikában a μ szimbólum a mágneses momentum nagyságát jelképezi, gyakorta Bohr magneton vagy magmagnetonban mérik, összekapcsolva a részecskék intrinsic spinjével vagy a részecske pályamenti mozgásával. A következőkben néhány részecske intrinsic mágneses momentumát soroljuk fel:
A mágneses momentum SI egységben ({\displaystyle 10^{-27}} J/T), a zárójelben a spinkvantumszám látható /dimenzió nélküli/ 
Részecske:
elektron	−9284,764	(1/2)
proton		+14,106067   (1/2)
neutron         −9,66236 (1/2)
müon           −44,904478  (1/2)
deuteron      +4,3307346  (1)
triton            +15,046094  (1/2)

## Fordítás
- Ez a szócikk részben vagy egészben  a   magnetic moment című angol Wikipédia-szócikk ezen változatának fordításán alapul.  Az eredeti cikk szerkesztőit annak laptörténete sorolja fel. Ez a jelzés csupán a megfogalmazás eredetét és a szerzői jogokat jelzi, nem szolgál a cikkben szereplő információk forrásmegjelöléseként.